# Me đồng mỏ
Me đồng mỏ (danh pháp: Phyllanthus binhii) là một loài thực vật có hoa trong họ Diệp hạ châu. Loài này được Nguyễn Nghĩa Thìn mô tả khoa học đầu tiên năm 1995.